# Aldrig på en söndag
Aldrig på en söndag, grekisk, svart-vit film från 1960.

## Handling
Filmen handlar om en amerikan (Jules Dassin) på jakt efter livets mening och filosofi. Han börjar i filosofins moderland Grekland och finner där den unga, vackra och moraliskt fördärvade enligt honom, Ilia (Melina Mercouri); en prostituerad som han beslutar att hjälpa ur fördärvet. Det är nu spänningen raskt börjar och vi inser att den enda lyckliga i filmens värld faktiskt är Ilia, som är nöjd med sina val och har hittat meningen med sitt liv.

## Om filmen
Filmen blev det stora genombrottet i Sverige för Melina Mercouri, som även sjöng ledmotivet ur filmen. Filmen blev nominerad till fem Oscars, varav den vann en, för bästa originalsång. Det var första gången en utländsk film vann detta pris. Filmen spelades in i Pireus, Grekland.

## Rollista (i urval)
- Melina Mercouri - Ilya
- Jules Dassin - Homer
- George Foundas - Tonio
- Titos Vandis - Jorgo
- Mitsos Liguisos - Kaptenen
- Despo Diamantidou - Despo
- Dimos Starenios - Poubelle
- Dimitris Papamichael - Sjöman